# Bielorrusia en los Juegos Paralímpicos de Sochi 2014
Bielorrusia estuvo representada en los Juegos Paralímpicos de Sochi 2014 por diez deportistas, cinco mujeres y cinco hombres.

## Medallistas
El equipo paralímpico bielorruso obtuvo las siguientes medallas:
| Nombre                | Deporte        | Evento                                |
| --------------------- | -------------- | ------------------------------------- |
| Oro                   |                |                                       |
| —                     |                |                                       |
| Plata                 |                |                                       |
| —                     |                |                                       |
| Bronce                |                |                                       |
| Vasili Shaptsiaboi    | Biatlón        | 7,5 km discapacidad visual masculino  |
| Vasili Shaptsiaboi    | Biatlón        | 12,5 km discapacidad visual masculino |
| Yadviha Skorabahataya | Esquí de fondo | 15 km discapacidad visual femenino    |